# Актинидия острая
Актини́дия о́страя (лат. Actinídia argúta) — многолетняя лиана; самый крупный вид рода Актинидия. Ценная плодовая и медоносная лиана.

## Название
В народе этот вид называют «кишмишом» — это слово тюркского происхождения обозначает название сорта винограда с мелкими плодами без семян, а также сами высушенные плоды этого сорта.

## Ботаническое описание

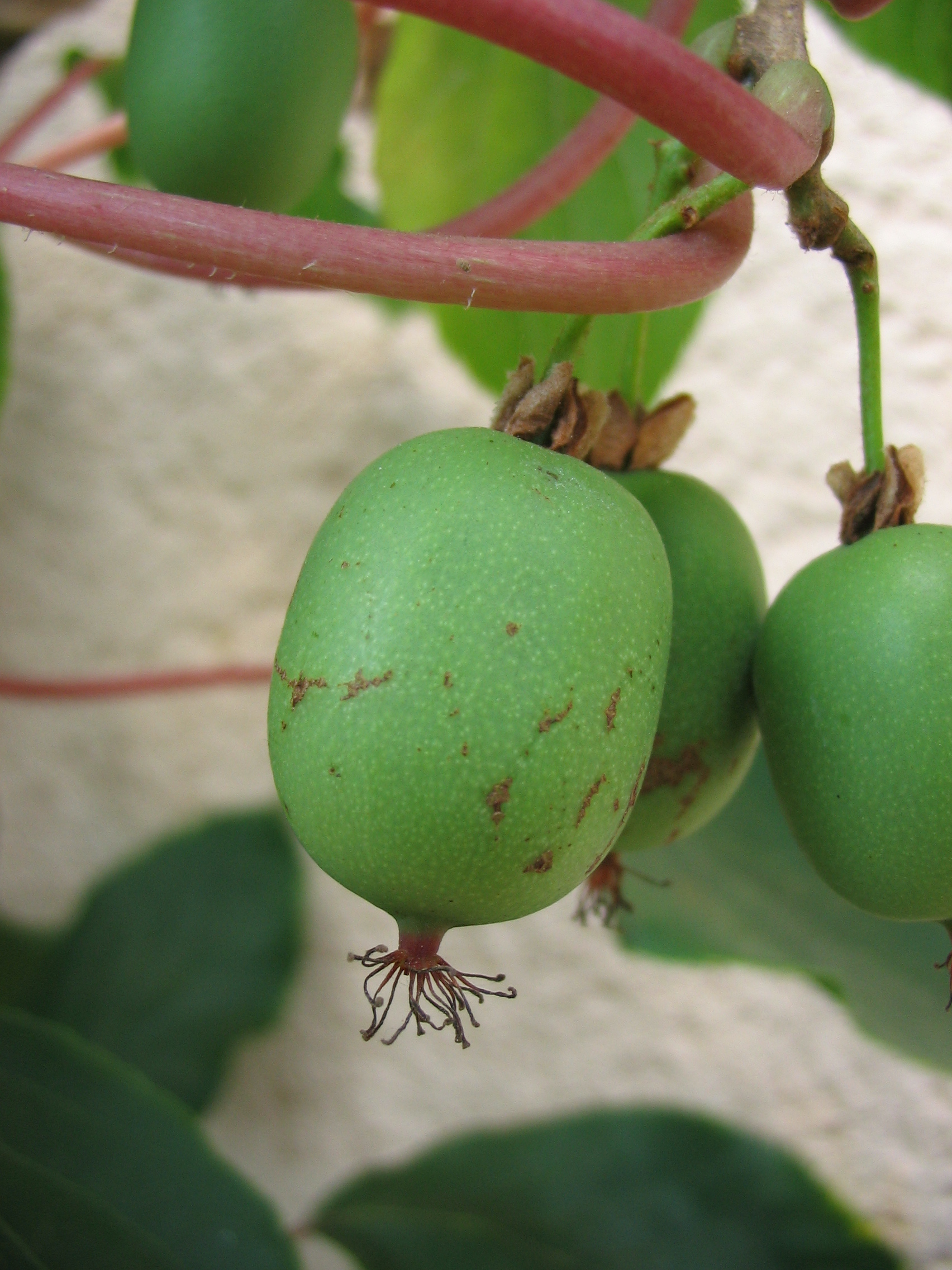
Плод

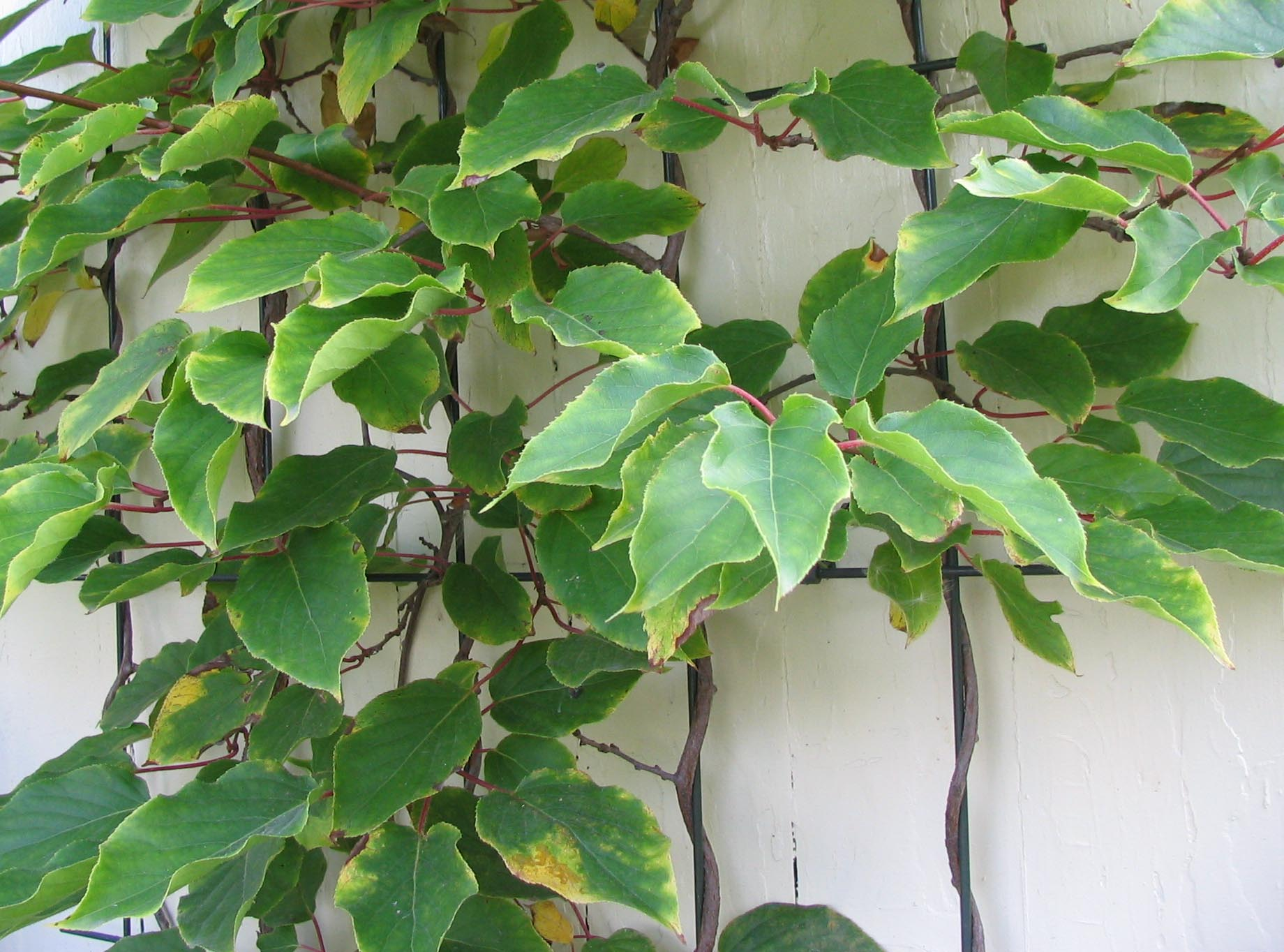
Листья

Актинидия острая

Лиана высотой до 30 м диаметром ствола до 15 см. В 1965 г в бассейне р. Уссури найден экземпляр диаметром 31 см. Кора светло-коричневая, продольно отслаивающаяся. Травянистые верхушки побегов с красноватыми волосками.
Листья крупные 16 см длиной и 13 см шириной, широкоовальные, округлые или узкоовальные, цельные, с округлым основанием, плотные, блестящие, голые, тёмно-зелёные не пёстролистные. Край листа мелкозубчатый, иногда цельный. Черешок тёмно-красный, сильно изогнут.
Цветки двудомные, ароматные, зеленовато-белые. Мужские цветки до 20 мм в диаметре, двойные, собраны в зонтик, пыльники чёрные, до 50 штук в цветке. Женские цветки до 16 мм в диаметре, в пазухах листьев, одиночные или по три цветка. Чашечка по отцветании опадающая. Завязь верхняя, голая, многогнёздная. Продолжительность цветения 7—10 дней.
Плод — ягода, 15—30 мм длиной и 12—27 мм шириной, от шаровидной до цилиндрической формы, с заострённой или тупой вершиной. Зрелая ягода весом от 1,5 до 10 г, голая, тёмно-зелёная, с разнообразным ароматом: ананасовым, яблочным, банановым и т. п. Кожица тонкая. Мякоть сочная, нежная, кисловата или приторно-сладкая, по вкусу напоминающая инжир. 
При благоприятных условиях живёт до 100 и более лет. В культуре с 1874 года.

## Распространение и экология
Распространёна на Корейском полуострове, в Маньчжурии и Японии. В России встречается на юге Приморского края, Хабаровского края, Курильских островах, Сахалине. 
Встречается в сухих смешанных и хвойных лесах. На лесных прогалинах образует густую, труднопроходимую чащу или же отдельными экземплярами обвивает крупные деревья, взбираясь по стволам и сучьям до самых вершин. Пробравшись к свету в верхний полог насаждения и перекидываясь с дерева на дерево придаёт насаждениям субтропический вид. 
Размножается семенами и вегетативно (зелёными и зимними черенками). Лучшие результаты получаются при осеннем посеве свежесобранными плодами. Всходы мелкие и нуждаются в притенении. В первый год растёт медленно, на второй — быстро. У крупных экземпляров годичный прирост лиан нередко достигает 2—3 м. 
Стебель диаметром в 10 см свободно выдерживает 5—6 человек. В отдельные особо сырые и влажные годы образует воздушные корни до 20—30 см длины, отмирающие с наступлением сухой погоды. Отдельные побеги от соприкосновении с почвой легко укореняются.

## Химический состав
Химический состав плодов следующий: вода 83,37 %, и сухой остаток 16,63 %, зола 0,74 %, клетчатка 2,55 %, пентозаны  0,87 %, крахмал 4,37 %, пектиновые вещества 0,76 %, восстанавливающие сахара 3,46—5,22 %, сахароза 2,16—3,9 %, сырой протеин 0,75 %, белковые вещества 0,50 %, общая кислотность 1,21—1,29 %, летучие кислоты 0,06 %, танниды и красители 0,19—0,95 %. По содержанию витамина С уступает актинидии коломикта: в 1 кг ягод содержится всего 900 мг этого витамина, но он долго сохраняется в подсушенных ягодах.

## Значение и применение
Весьма ценное плодово-ягодное растение со сладкими ароматными плодами, охотно употребляемыми в пищу как в свежем виде, так и в переработке (варенье, компоты, кисели, конфетная начинка с добавкой лимонника). Из них с небольшой добавкой сахара получается хорошее вино с тонким ароматом. Одна взрослая лиана даёт до 30 или даже до 50 кг плодов.
Плоды созревают постепенно, c конца сентября до конца октября, частично опадают сразу, частично, высыхая, висят до декабря — января и поедаются птицами и зверями. Опавшие на землю плоды охотно поедаются изюбрями. На деревья за ягодами залезают медведи.
Тонкие ветки в течение круглого года поедаются пятнистыми оленями, но плохо. Листья поедаются хорошо с конца лета по сентябрь.
Древесина пористая, но крепкая. Из не толстых стволов и ветвей выделывали прочные трости. В Японии из этой лианы строили висячие мосты как из канатов, а из коры изготавливали бумагу.
В ряде пунктов Приморья свежие ягоды употреблялись как глистогонное средство (1—2 стакана ягод утром натощак).

### В пчеловодстве
Медоносное растение. Продуктивность мёда при сплошном произрастании 95—120 кг/га. Продуктивность пыльцы цветком 0,6—0,9 мг. Нектаропродуктивность 1 цветка в окрестностях Новогордеевки Анучинского района составила 0,56—0,89 мг сахара. По наблюдениям сделанным в этом же районе в 1978 году в период массового цветения липы пчёлы в ранние часы посещали цветки актинидии острой, но при повышении температуры воздуха перелетали на липу. В местах обильного произрастания при благоприятных условиях даёт товарный мёд, в иных условиях обеспечивает поддерживающий взяток. 
По подсчетам на учетной площади 1 м² в Уссурийском районе бассейна реки Каменушки за 5 минут побывало 26 медоносных и 8 одиночных пчел, которые в утренние часы в основном собирали пыльцу и частично нектар, в дневные часы нектар. Масса пыльников одного цветка 1,8—2,9 мг, а пыльцепродуктивность 0,6—0,9 мг. Пыльца бледно-жёлтая, мелкая.